# Anatole (série télévisée d'animation)
Pour les articles homonymes, voir Anatole.
 (août 2020).
Anatole est une série télévisée d'animation canadienne-française pour enfants en 26 épisodes de 22 minutes basée sur la série de livres Anatole d'Eve Titus. La série a été créée par Scottish Television, Valentine Productions s.a.r.l. et Nelvana. Elle a d'abord été diffusée entre le 3 octobre 1998 et le 28 juin 1999 sur le réseau CBS.
Au Québec, la série a été diffusée à partir du 2 septembre 1999 sur le Canal Famille, et en France à partir du 11 octobre 1999 sur TF1 dans TF! Jeunesse dans la case Salut les toons.

## Distribution
- Jean-Pascal Quilichini : Anatole
- Eric Chevallier : Gaston, Pamplemousse
- Dolly Vanden : Doucette
- Françoise Escobar : Claude
- Claudie Arif : Paul, Paulette
- Mariannick Mahé : Claudette
- Sandrine Le Berre : Georges, Georgette

## Épisodes
| No | Titre                               | Original air date | Prod. code |
| -- | ----------------------------------- | ----------------- | ---------- |
| 1  | À nous deux Paris                   | 3 octobre 1998    | 1          |
| 2  | Les rats d'égouts                   | 10 octobre 1998   | 2          |
| 3  | Au loup                             | 17 octobre 1998   | 3          |
| 4  | On a volé Mona Lisa                 | 24 octobre 1998   | 4          |
| 5  | Le gentleman cambrioleur            | 31 octobre 1998   | 5          |
| 6  | Tremblement de terre                | 7 novembre 1998   | 6          |
| 7  | Les fous volants                    | 21 novembre 1998  | 7          |
| 8  | L'imposteur                         | 28 novembre 1998  | 13         |
| 9  | Le fantôme de l'opéra               | 5 décembre 1998   | 8          |
| 10 | La fête des lumières                | 12 décembre 1998  | 9          |
| 11 | La vie au grand air                 | 19 décembre 1998  | 11         |
| 12 | Félins en folie                     | 26 décembre 1998  | 10         |
| 13 | Anatole et le bossu de Notre Dame   | 2 janvier 1999    | 12         |
| 14 | À la poursuite du collier de perles | 25 janvier 1999   | 14         |
| 15 | Fous du volant                      | 1999              | 15         |
| 16 | Farces à gogo                       | 1999              | 16         |
| 17 | Pour une poignée de truffes         | 1999              | 17         |
| 18 | La nuit la plus longue              | 1999              | 18         |
| 19 | Une romance parisienne              | 1999              | 19         |
| 20 | Destination New York                | 1999              | 20         |
| 21 | Nostramo la menace                  | 19 avril 1999     | 22         |
| 22 | Les fantômes d'Halloween            | 3 mai 1999        | 23         |
| 23 | Les espions du Paris-Genève         | 17 mai 1999       | 21         |
| 24 | Le bon, la brute et Pamplemousse    | 31 mai 1999       | 24         |
| 25 | Crocodile souris                    | 14 juin 1999      | 25         |
| 26 | Mes meilleurs amis                  | 28 juin 1999      | 26         |